# إدوين جيسي
ادوين جيسي (بالهولندية: Edwin Gyasi)‏ (1 يوليو 1991 بأمستردام في هولندا - ) هو لاعب كرة قدم هولندي في مركز الهجوم. لعب مع إي زد ألكمار وتفينتي أنشخيدة ودي غرافشاب ورودا ياي سي ونادي أوليسوند وهيراكليس ألميلو ونادي تلستار ‏.

## وصلات خارجية
- ادوين جيسي على موقع اتحاد تركيا (لاعب) (الإنجليزية)
- ادوين جيسي على موقع الدوري الأمريكي (الإنجليزية)
- ادوين جيسي على موقع قاعدة بيانات كرة القدم.إي يو (الإنجليزية)
- ادوين جيسي على موقع ناشيونال فوتبول تيمز (الإنجليزية)
- ادوين جيسي على موقع Soccerway.com (الإنجليزية)